# American Hero
Pour plus de détails, voir Fiche technique et Distribution.
American Hero est une comédie dramatique américo-britannique réalisée par Nick Love, sortie en 2015.

## Synopsis
Melvin est super-héros malgré lui. La trentaine bien entamée, il habite encore chez sa mère et ne vit que pour la fête, les femmes et la drogue. Jusqu’au jour où il réalise que la seule façon pour lui de revoir son fils, que la justice lui interdit d’approcher, c’est d’accepter son destin, et d'exploiter ses super pouvoirs pour lutter contre le crime. Mais dans un monde dans lequel personne ne comprend ni sa situation, ni d'où il tient ses incroyables pouvoirs, ces derniers pourraient bien causer sa perte...

## Fiche technique
- Titre : American Hero
- Réalisation : Nick Love
- Scénario : Nick Love
- Musique : Lorne Balfe
- Montage : Richard Graham
- Photographie : Simon Dennis
- Costumes : Jessica Flaherty
- Production : Allan Niblo, James Richardson et Nick Love
  - Coproduction : Louise Killin et Louise Ortega
  - Production déléguée : Nigel Williams et Rupert Preston
  - Production exécutive : Cyndi Brenner
- Société de production : Vertigo Films
- Société de distribution : Chrysalis Films
- Pays d'origine :  États-Unis et  Royaume-Uni
- Durée : 86 minutes
- Genre : comédie dramatique
- Dates de sortie :
  - États-Unis : 11 décembre 2015
  - France : 8 juin 2016
  - Royaume-Uni : 1er juillet 2016

## Distribution
- Stephen Dorff : Melvin
- Eddie Griffin : Lucille
- Luis Da Silva Jr. : Lyle
- Christopher Berry : Danny
- Yohance Myles : Lucas
- Andrea Cohen : Eileen
- Raeden Greer : Clarice
- King Orba : Jimmy